# DS Automobiles
ДС аутомобили (фр. DS Automobiles) француски је произвођач луксузних аутомобила, који се налази у саставу ПСА групе.

## Историјат
Ситроен је почетком 2009. године почео са развојем под бренда ДС, што значи Different Sprit или Distinctive Series, иако је повезивање са легендарним Ситроеновим моделом званим ајкула односно ДС-ом очигледно.
Од 2015. године Ситроенови премијум модели који имају ознаку ДС, продају се у Европи као издвојена, то јест као самостална аутомобилска марка. У Кини је то учињено још 2012. године. ДС је задржао платформу и пословање у оквиру ПСА, али се разликује од Ситроенових аутомобила користећи одвојене производне и инжењерске стандарде.
ДС-ова серија аутомобила започета је са премијум моделом ДС3 почетком 2010. године, аутомобил који се заснивао на Ситроену Ц3. Ситроен ДС3 је базиран на концепту Ц3 Puriel и Ситроен ДС инсајд концепт. Године 2010. проглашен је аутомобилом године од стране Топ гир магазина. 2013. године био је најпродаванији у класи премијум малих аутомобила са уделом од 40% на европском тржишту.
Године 2010. излази аутомобил у компакт класи Ситроен ДС4, а 2011. године излази ДС5 као ексклузивни компакт аутомобил. Они су на задњем делу имали нови ДС-ов лого, док су напред имали познати Ситроенов двоструки шеврон. Модели ДС 5ЛС и ДС 6 се продају само у Кини. 2017. године на сајму у Женеви представљен је луксузни теренски аутомобил ДС 7 кросбак.

## Модели
тренутни
- ДС 9
- ДС 3 кросбак
- ДС 6
- ДС 7 кросбак

укинити
- ДС 3
- ДС 4
- ДС 4С
- ДС 5
- ДС 5ЛС

## Галерија
- Ситроен ДС3 / ДС 3
- Ситроен ДС4 / ДС 4
- Ситроен ДС5 / ДС 5
- ДС 6
- ДС 7 кросбак